# Звенячи
Звенячи (бел. Звянячы) — агрогородок в Толочинском районе Витебской области Республика Беларусь. В составе Кохановского сельсовета.

## История
Упоминается в 1643 году как деревня Звинячи в составе Шкловской волости в Оршанском повете Великого Княжества Литовского. 
В XIX — начале XX столетия населенный пункт был известен под названием Большие Звенячи (они же Левково) Кохановской волости и православного прихода Копысского, с 1861 года Оршанского уезда. 
В 1880 году имелось 22 хозяйства, 163 жителя, существовали кузнечные и деревообрабатывающие промыслы.
В деревне возле железнодорожной станции находится одна из двух сохранившихся в Беларуси шуховских водонапорных башен.

## Достопримечательности
- «Шуховская водонапорная башня», расположена между ул. Вокзальной и перроном железнодорожной станции «Коханово» —  Историко-культурная ценность Республики Беларусь, шифр 213Г000943.

## Известные лица
Деревня Звенячи — родина известного художника М.А. Савицкого.